# Lista över Tysklands utrikesministrar
Lista över Tysklands utrikesministrar omfattar utrikesministrarna i de olika tyska statsbildningarna från 1871 och framåt.

## Utrikesstatssekreterare iTyska kejsardömet(”Außenstaatssekretäre”), 1871–1919
|    |                                                  |            |        |  |
| Nr | Namn                                             | Tillträdde | Avgick |  |
| 1  | Hermann von Thile                                | 1871       | 1872   |  |
| 2  | Hermann Ludwig von Balan                         | 1872       | 1873   |  |
| 3  | Bernhard Ernst von Bülow                         | 1873       | 1879   |  |
| 4  | Josef Maria von Radowitz                         | 1879       | 1880   |  |
| 5  | Chlodwig Fürst zu Hohenlohe-Schillingsfürst      | 1880       | 1880   |  |
| 6  | Friedrich Graf zu Limburg-Stirum                 | 1880       | 1881   |  |
| 7  | Clemens Busch                                    | 1881       | 1881   |  |
| 8  | Paul Graf von Hatzfeld zu Trachenberg            | 1881       | 1885   |  |
| 9  | Herbert Fürst von Bismarck                       | 1885       | 1890   |  |
| 10 | Adolf Freiherr Marschall von Bieberstein         | 1890       | 1897   |  |
| 11 | Bernhard Fürst von Bülow                         | 1897       | 1900   |  |
| 12 | Oswald Freiherr von Richthofen                   | 1900       | 1906   |  |
| 13 | Heinrich Leonhard von Tschirschky und Bögendorff | 1906       | 1907   |  |
| 14 | Wilhelm Freiherr von Schoen                      | 1907       | 1910   |  |
| 15 | Alfred von Kiderlen-Wächter                      | 1910       | 1912   |  |
| 16 | Gottlieb von Jagow                               | 1913       | 1916   |  |
| 17 | Arthur Zimmermann                                | 1916       | 1917   |  |
| 18 | Richard von Kühlmann                             | 1917       | 1918   |  |
| 19 | Paul von Hintze                                  | 1918       | 1918   |  |
| 20 | Wilhelm Solf                                     | 1918       | 1918   |  |
| 21 | Ulrich Graf von Brockdorff-Rantzau               | 1918       | 1919   |  |

## Riksutrikesministrar i Weimarrepubliken (”Reichsminister des Auswärtigen”)" 1919-1932 och Riksutrikesministrar i Tredje riket (”Reichsminister des Auswärtigen”) 1932-1945
|    |                                         |                  |                  |                   |
| Nr | Namn                                    | Tillträdde       | Avgick           | Parti             |
| 1  | Ulrich von Brockdorff-Rantzau           | 13 februari 1919 | 20 juni 1919     | partilös          |
| 2  | Hermann Müller                          | 21 juni 1919     | 26 mars 1920     | SPD               |
| 3  | Adolf Köster                            | 10 april 1920    | 8 juni 1920      | SPD               |
| 4  | Walter Simons                           | 25 juni 1920     | 4 maj 1921       | partilös          |
| 5  | Friedrich Rosen                         | 10 maj 1921      | 22 oktober 1921  | partilös          |
| 6  | Joseph Wirth                            | 26 oktober 1921  | 31 januari 1922  | Zentrum           |
| 7  | Walther Rathenau                        | 1 februari 1922  | 21 juni 1922     | DDP               |
| 8  | Joseph Wirth                            | 21 juni 1922     | 14 november 1922 | Zentrum           |
| 9  | Frederic von Rosenberg                  | 22 november 1922 | 11 augusti 1923  | partilös          |
| 10 | Gustav Stresemann                       | 13 augusti 1923  | 3 oktober 1929   | DVP               |
| 11 | Julius Curtius                          | 4 oktober 1929   | 9 oktober 1931   | DVP               |
| 12 | Heinrich Brüning                        | 9 oktober 1931   | 30 maj 1932      | Zentrum           |
| 13 | Konstantin von Neurath                  | 1 juni 1932      | 4 februari 1938  | NSDAP (från 1937) |
| 14 | Joachim von Ribbentrop                  | 4 februari 1938  | 30 april 1945    | NSDAP             |
| 15 | Arthur Seyß-Inquart                     | 30 april 1945    | 2 maj 1945       | NSDAP             |
| 16 | Johann Ludwig Graf Schwerin von Krosigk | 2 maj 1945       | 23 maj 1945      | partilös          |

## Utrikesministrar iDDR(”Minister für Auswärtige Angelegenheiten der DDR”), 1949–1990
| Nr |  | Utrikesminister                      | Tillträdde      | Avgick          | Parti | Parti | Ministerpresidenter                      |
| -- |  | ------------------------------------ | --------------- | --------------- | ----- | ----- | ---------------------------------------- |
| 1  |  | Georg Dertinger (1902–1968)          | 12 oktober 1949 | 15 januari 1953 |       | CDU   | Otto Grotewohl                           |
| 2  |  | Anton Ackermann (tf.) (1905–1973)    | 15 januari 1953 | Juli 1953       |       | SED   | Otto Grotewohl                           |
| 3  |  | Lothar Bolz (1903–1986)              | Juli 1953       | 24 juni 1965    |       | NDPD  | Otto Grotewohl Willi Stoph               |
| 4  |  | Otto Winzer (1902–1975)              | 24 juni 1965    | 20 januari 1975 |       | SED   | Willi Stoph Horst Sindermann             |
| 5  |  | Oskar Fischer (född 1923)            | 3 mars 1975     | 12 april 1990   |       | SED   | Horst Sindermann Willi Stoph Hans Modrow |
| 6  |  | Markus Meckel (född 1952)            | 12 april 1990   | 20 augusti 1990 |       | SPD   | Lothar de Maizière                       |
| 7  |  | Lothar de Maizière (tf.) (född 1940) | 20 augusti 1990 | 2 oktober 1990  |       | CDU   | Lothar de Maizière                       |

## Utrikesministrar iFörbundsrepubliken Tyskland(”Bundesminister des Auswärtigen”) sedan 1951
| Nr |  | Utrikesminister                               | Tillträdde        | Avgick            | Parti | Parti | Förbundskansler               |
| -- |  | --------------------------------------------- | ----------------- | ----------------- | ----- | ----- | ----------------------------- |
| 1  |  | Konrad Adenauer (1876–1967)                   | 15 mars 1951      | 6 juni 1955       |       | CDU   | Konrad Adenauer               |
| 2  |  | Heinrich von Brentano di Tremezzo (1904–1964) | 6 juni 1955       | 17 oktober 1961   |       | CDU   | Konrad Adenauer               |
| 3  |  | Gerhard Schröder (1910–1989)                  | 14 november 1961  | 30 november 1966  |       | CDU   | Konrad Adenauer Ludwig Erhard |
| 4  |  | Willy Brandt (1913–1992)                      | 1 december 1966   | 20 oktober 1969   |       | SPD   | Kurt Georg Kiesinger          |
| 5  |  | Walter Scheel (1919–2016)                     | 21 oktober 1969   | 15 maj 1974       |       | FDP   | Willy Brandt                  |
| 6  |  | Hans-Dietrich Genscher (1927–2016)            | 17 maj 1974       | 17 september 1982 |       | FDP   | Helmut Schmidt                |
| 7  |  | Helmut Schmidt (tf.) (1918–2015)              | 17 september 1982 | 1 oktober 1982    |       | SPD   | Helmut Schmidt                |
| 8  |  | Hans-Dietrich Genscher (1927–2016)            | 1 oktober 1982    | 17 maj 1992       |       | FDP   | Helmut Kohl                   |
| 9  |  | Klaus Kinkel (född 1936)                      | 18 maj 1992       | 26 oktober 1998   |       | FDP   | Helmut Kohl                   |
| 10 |  | Joschka Fischer (född 1948)                   | 27 oktober 1998   | 22 november 2005  |       | Grüne | Gerhard Schröder              |
| 11 |  | Frank-Walter Steinmeier (född 1956)           | 22 november 2005  | 28 oktober 2009   |       | SPD   | Angela Merkel                 |
| 12 |  | Guido Westerwelle (1961–2016)                 | 28 oktober 2009   | 17 december 2013  |       | FDP   | Angela Merkel                 |
| 13 |  | Frank-Walter Steinmeier (född 1956)           | 17 december 2013  | 27 januari 2017   |       | SPD   | Angela Merkel                 |
| 14 |  | Sigmar Gabriel (född 1959)                    | 27 januari 2017   | 14 mars 2018      |       | SPD   | Angela Merkel                 |
| 15 |  | Heiko Maas (född 1966)                        | 14 mars 2018      | 8 december 2021   |       | SPD   | Angela Merkel                 |
| 16 |  | Annalena Baerbock (född 1980)                 | 8 december 2021   | 2025-05-06        |       | Grüne | Olaf Scholz                   |
| 17 |  | Johann Wadephul (född 1963)                   | 2025-05-06        | nuvarande         |       | CDU   | Friedrich Merz                |